# Corrèze (reka)
Corrèze (okcitansko Corresa) je reka v južni Franciji, levi pritok Vézère. Njen izvir se nahaja v severozahodnem delu Centralnega masiva na planoti Millevaches (občina Bonnefond), jugozahodno od Clermont-Ferranda. Po 95 km pretežno jugozahodne smeri se zahodno od Brive-la-Gaillarda izliva v Vézère.

## Geografija

### Departmaji in kraji
Reka Corrèze teče skozi departma Corrèze, imenovan po reki, in kraje: Corrèze, Tulle, Malemort-sur-Corrèze, Brive-la-Gaillarde.

### Porečje
- levi pritoki:
  - Dadalouze,
  - Montane,
  - Rouanne,
  - Loire,
  - Planchetorte,
- desni pritoki:
  - Pradines,
  - Vimbelle,
  - Solane,
  - Céronne,
  - Couze,
  - Maumont.